# Pierre-François Haumont
Pierre-François Haumont  fue un escultor francés, nacido en 1772 en Le Havre y fallecido el 2 de mayo de 1836 en la misma ciudad. 

## Datos biográficos
Alumno de Lainé, Haumont reemplazó las esculturas de los santos de la iglesia de Notre-Dame del Havre destruidas durante la Revolución francesa. Son también obras suyas los muy numerosos mascarones de proa realizados para las naves construidas en los astilleros navales de su ciudad natal.
Haumont tuvo dos hijos que siguieron la actividad escultórica de su padre.

## Obras
Entre las mejores y más conocidas obras de Pierre-François Haumont se incluyen las siguientes:
- San Bartolomé - Saint Barthélémy, escultura en piedra, iglesia de Notre-Dame de le Havre.